# リプレイスメント
『リプレイスメント』（The replacements）は、2000年のアメリカ合衆国のスポーツコメディ映画。
監督はハワード・ドゥイッチ、出演はキアヌ・リーブスとジーン・ハックマンなど。
あるプロアメフトチームがプレーオフ進出の直前に選手たちがストを起こしたために代理選手たちで難局を乗り切ろうとするさまを描いている。

## ストーリー
かつて大学フットボールリーグのスター選手だったファルコは、ここ一番という場面に弱いという性格が災いし、シュガーボウルでミスをしてチームを惨敗させてしまう。以来、フットボールとは縁を切り、港でクルーザーの清掃をしながら暮らしていた。そこへ、プロフットボール界にスト騒動が起こり、ワシントン・センチネルスに選手が足りなくなる。マグギンティー監督は、オーナーから残り試合を戦うための代理選手のスカウトを依頼される。マグギンティーはファルコにフィールドに帰るよう勧め、ファルコはフットボール選手として再起を図る。
リプレイスメントとして集められた選手はかつて、フットボールを経験している個性派ぞろい。試合の間だけ出所してきているアール・ウィルキンソン、元相撲取りのジャンボ・フミコ（日本人）、元サッカー選手のナイジェル・グリフ、耳の聞こえないブライアン・マーフィーなどなど。寄せ集められたばかりでお互いを知らない同士は当然まとまりがなく初戦は負けてしまう。
果たしてファルコはリーダーとしてチームをまとめ、試合に勝つことができるのか。
映画の元になったわけではないが、1987年のナショナルフットボールリーグ（NFL）で実際にストがおき、リプレイスメント（代理）選手が実際にプレーしたことがある。

## キャスト
| 役名                             | 俳優                         | 日本語吹替 |
| -------------------------------- | ---------------------------- | ---------- |
| シェイン・ファルコ               | キアヌ・リーブス             | 森川智之   |
| ジミー・マクギンティー           | ジーン・ハックマン           | 池田勝     |
| アナベル・ファレル               | ブルック・ラングトン         | 湯屋敦子   |
| クリフォード・フランクリン       | オーランド・ジョーンズ       | 楠大典     |
| ダニエル（ダニー）・ベイトマン   | ジョン・ファヴロー           | 石住昭彦   |
| ナイジェル・グラフ（ザ・レッグ） | リス・エヴァンス             | 矢尾一樹   |
| エドワード・オニール             | ジャック・ウォーデン         | 大木民夫   |
| ジャマール・ジャクソン           | フェイゾン・ラブ             | 天田益男   |
| アンドレ・ジャクソン             | マイケル・タリフェロ         | 山野井仁   |
| ジャンボ・フミコ                 | エース・ヨナミネ・シゲオ     | 小池浩司   |
| エディー・マーテル               | ブレット・カレン             | 谷昌樹     |
| マルコム・ラモント               | エヴァン・デクスター・パーク | 山野井仁   |

- その他：遠藤純一／長克巳／志村知幸／平野稔／北斗誓一／小林正寛／島香裕／丸山純路／小山武宏／河野智之／小池亜希子／入江純／相楽恵美／吉田美保／相田さやか／石井隆夫

## 作品の評価
Rotten Tomatoesによれば、108件の評論のうち高評価は41%にあたる44件で、平均点は10点満点中5.0点、批評家の一致した見解は「陳腐な登場人物と分かりきった結末のせいで、すべての楽しさと興奮が無に帰してしまっている。」となっている。
Metacriticによれば、32件の評論のうち、高評価は5件、賛否混在は10件、低評価は17件で、平均点は100点満点中30点となっている。